# Boris Kadomtsev
Boris Borissovitch Kadomtsev (em russo:  Борис Борисович Кадомцев; Penza, 9 de novembro de 1928 – Moscou, 19 de agosto de 1998) foi um físico russo, acadêmico da Academia de Ciências da União Soviética, que trabalhou na área de física de plasma e fusão termonuclear controlada.

## Biografia
Após se graduar na Universidade Estatal de Moscou em 1951, Kadomtsev trabalhou no Instituto de Física e Energia em Obninsk. Em 1956, passou a trabalhar no Instituto de Energia Atômica, hoje conhecido como Instituto Kurchatov, então chefiado pelo acadêmico Mikhail Aleksandrovich Leontovich. Seus principais trabalhos são na área de física de plasma e em fusão termonuclear controlada. Ele previu alguns tipos de transientes em plasmas plasma e criou as bases para a teoria de fenômenos de transporte (difusão e condução térmica) em plasma turbulento. Ele forneceu ainda uma explicação quantitativa do fenômeno de comportamento anômalo em plasma magnetizados. Vários de seus estudos foram dedicados ao problema do isolação térmica de plasma em câmaras toroidais. Em 1966 descobriu a instabilidade de plasma que envolve as chamadas partículas aprisionadas.
Em 1970, Kadomtsev e Vladimir Petwiaschwili (1936-1993) introduziram a equação diferencial parcial não-linear em física de plasma que leva seus nomes em homenagem: equação de Kadomtsev-Petviashvili, a qual Vladimir Sakharov e Alexei Sabbath, na década de 1970, encontraram soluções exatas do tipo sóliton. A equação, que generaliza a equação de Korteweg-de Vries, possui também uma grande importância em outras áreas da física teórica e análise complexa, e auxiliou a encontrar posteriormente a solução do problema de Schottky.
Desde 1973 até sua morte ele foi presidente da seção da física de plasma do Comitê Estatal para o uso de energia nuclear.
Após 1962 se tornou membro correspondente, e desde 1970 membro integrante da Academia Soviética de Ciências. Recebeu em 1970 o Prêmio Estatal da URSS e em 1998 ele recebeu o Prêmio James Clerk Maxwell de Física do Plasma.

## Principais trabalhos
- “Gidromagnitnaia ustoichivost plazmy.” In Voprosy teoriiplasmy, fasc. 2. Moscow, 1963.
- “Turbulentnost plasmy.” Ibid., fasc. 4. Moscow, 1964.
- “Turbulentnye protsessy v toroidal’nykh sistemakh.” Ibid., fasc. 5. Mos-cow, 1967. (With O. P. Pogutse.)
- Herausgeber: Reminiscences about academician Lev Artsimovich. Nauka Publ., Moskau 1985

## Livros
- Plasma Turbulence. Academic Press 1965
- Herausgeber: Plasma Physics. MIR, Moskau 1981
- Tokamak plasma: a complex physical system. IOP Publishing 1992
- On the pulsar. World Scientific 2010